# Simon Whitlock
Simon Whitlock (né le 3 mars 1969) est un joueur de fléchettes australien évoluant au sein de la Professional Darts Corporation, ayant également été membre de la British Darts Organisation de 2004 à 2009. Son surnom est The Wizard (« le sorcier »). Sa musique d'entrée est Down Under.
Il est réputé pour sa capacité de conclure un jeu dès la première occasion, souvent depuis un score élevé.
En 2012 il a remporté le championnat Européen et a réalisé un nine-dart finish.